# Whatchamacallit
Whatchamacallit è un singolo promozionale della cantante britannica Ella Mai, pubblicato il 4 ottobre 2018 come estratto dall'album in studio di debutto eponimo. 
Una collaborazione con il cantante statunitense Chris Brown, il brano è stato scritto dai due stessi interpreti in collaborazione con Sam Hook, Dijon McFarlane (in arte Mustard) e Jordan Holt; questi ultimi due ne sono anche i produttori.

## Classifiche
| Classifica (2018) | Posizione massima |
| ----------------- | ----------------- |
| Australia         | 66                |
| Nuova Zelanda     | 21                |
| Regno Unito       | 84                |
| Stati Uniti       | 103               |